# Hội đồng Thẩm phán Tòa án nhân dân tối cao
Hội đồng Thẩm phán Tòa án nhân dân tối cao là một tập hợp từ 13 đến 17 Thẩm phán Tòa án nhân dân tối cao Việt Nam. Thành phần gồm có: Chánh án, các Phó Chánh án Tòa nhân dân tối cao là Thẩm phán Tòa án nhân dân tối cao và các Thẩm phán Tòa án nhân dân tối cao khác (không phải bất cứ Thẩm phán Tòa án nhân dân tối cao nào cũng là thành viên Hội đồng Thẩm phán Tòa án nhân dân tối cao). Quyết định giám đốc thẩm, tái thẩm của Hội đồng Thẩm phán Tòa án nhân dân tối cao là quyết định cao nhất, không bị kháng nghị.

## Nhiệm vụ và quyền hạn
Hội đồng Thẩm phán Tòa án nhân dân tối cao có các nhiệm vụ và quyền hạn sau đây:
1. Giám đốc thẩm, tái thẩm bản án, quyết định của Tòa án đã có hiệu lực pháp luật bị kháng nghị theo quy định của luật tố tụng;
2. Ban hành nghị quyết hướng dẫn các Tòa án áp dụng thống nhất pháp luật;
3. Lựa chọn quyết định giám đốc thẩm của Hội đồng Thẩm phán Tòa án nhân dân tối cao, bản án, quyết định đã có hiệu lực pháp luật, có tính chuẩn mực của các Tòa án, tổng kết phát triển thành án lệ và công bố án lệ để các Tòa án nghiên cứu, áp dụng trong xét xử;
4. Thảo luận, góp ý kiến đối với báo cáo của Chánh án Tòa án nhân dân tối cao về công tác của Tòa án nhân dân để trình Quốc hội Việt Nam, Ủy ban thường vụ Quốc hội, Chủ tịch nước;
5. Tham gia ý kiến đối với dự án luật, dự thảo nghị quyết để trình Quốc hội, dự án pháp lệnh, dự thảo nghị quyết để trình Ủy ban thường vụ Quốc hội;
6. Thảo luận, cho ý kiến đối với dự thảo văn bản pháp luật thuộc thẩm quyền ban hành của Chánh án Tòa án nhân dân tối cao và dự thảo văn bản pháp luật giữa Tòa án nhân dân tối cao với cơ quan có liên quan theo quy định của Luật ban hành văn bản pháp luật.

## Cách thức làm việc
Phiên họp của Hội đồng Thẩm phán Tòa án nhân dân tối cao phải có ít nhất hai phần ba tổng số thành viên tham gia; quyết định của Hội đồng Thẩm phán Tòa án nhân dân tối cao phải được quá nửa tổng số thành viên biểu quyết tán thành.
Hội đồng Thẩm phán Tòa án nhân dân tối cao xét xử giám đốc thẩm, tái thẩm bằng Hội đồng xét xử gồm 5 Thẩm phán hoặc toàn thể Thẩm phán Tòa án nhân dân tối cao.
Việc xét xử giám đốc thẩm, tái thẩm bằng Hội đồng xét xử gồm 5 Thẩm phán hoặc toàn thể Thẩm phán Tòa án nhân dân tối cao được thực hiện theo quy định của luật tố tụng.

## Nhân sự hiện nay
Hội đồng Thẩm phán đương nhiệm gồm 15 thành viên sau:
- Chánh án Tòa án nhân dân tối cao: Lê Minh Trí.
- Các Phó Chánh án Tòa án nhân dân tối cao:
  1. Nguyễn Văn Du
  2. Nguyễn Trí Tuệ
  3. Nguyễn Văn Tiến
  4. Dương Văn Thăng, Chánh án Tòa án Quân sự Trung ương[4]
  5. Phạm Quốc Hưng
- Các thẩm phán Tòa án nhân dân tối caoː
  1. Lương Ngọc Trâm
  2. Lê Văn Minh 
  3. Ngô Hồng Phúc
  4. Trần Hồng Hà
  5. Ngô Tiến Hùng
  6. Nguyễn Văn Dũng
  7. Đào Thị Minh Thủy
  8. Nguyễn Biên Thùy
  9. Nguyễn Hồng Nam

## Cựu thành viên Hội đồng Thẩm phán Tòa án nhân dân tối cao
- Nguyễn Sơn.
- Nguyễn Văn Hạnh, Phó Chánh án Tòa án nhân dân tối cao, Chánh án Tòa án Quân sự Trung ương.
- Bùi Ngọc Hòa.
- Nguyễn Thúy Hiền.
- Nguyễn Văn Thuân.
- Tống Anh Hào.